# Ернст фон Вайцзеккер
Барон Ернст Генріх фон Вайцзеккер (нім. Ernst Heinrich Freiherr von Weizsäcker; 25 травня 1882, Штутгарт — 4 серпня 1951, Ліндау) — німецький дипломат, бригадефюрер СС.

## Біографія
Батько Ернста до об'єднання Німеччини був прем'єр-міністром королівства Вюртемберг. Пізніше в 1916 році його сім'я отримала спадковий баронський титул.
З 1900 року — офіцер військово-морських сил кайзерівської Німеччини. У 1917 році нагороджений Залізним хрестом. Вийшов у відставку капітаном 3 рангу.
У 1920 році почав працювати в Імперському міністерстві закордонних справ.
З 30 червня 1931 року — посланник в Осло.
У 1936—1938 роках — керівник Політичного відділу МЗС.
З 1937 року — міністеріальдиректор.
У 1938 році вступив до НСДАП, а також до СС, отримавши призначення на посаду статс-секретаря Міністерства закордонних справ (1938—1943), друга посадова особа після райхсміністра закордонних справ), брав участь в укладанні Мюнхенської угоди. 30 січня 1942 року став бригадефюрером СС.
Від 30 січня 1942 року до 9 листопада 1944 року входив до складу штабу райхсфюрера СС.
У 1943—1945 роках працював послом при Папському престолі.
У липні 1947 року Вайцзеккер був заарештований у зв'язку зі справою проти колишніх імперських міністрів «Вільгельмштрассе». Був звинувачений в участі в масовій депортації французьких євреїв. Незважаючи на те, що Вайцзеккер не вважав себе винним, він був засуджений до семи років ув'язнення (пізніше термін був скорочений до п'яти років). 1950 року звільнений після оголошення загальної амністії. Після звільнення з в'язниці опублікував свої спогади.
Помер фон Вейцзекер 4 серпня 1951 року в Ліндау.
Ернст фон Вайцзеккер був батьком президента ФРН в 1984—1994 Ріхарда фон Вайцзеккера, що був членом групи його захисників на суді, і фізика і філософа Карла Фрідріха фон Вайцзеккера.

## Нагороди
- Орден Червоного орла 4-го класу
- Орден Святого Йоанна (Бранденбург), почесний лицар
- Орден Заслуг герцога Петра-Фрідріха-Людвіга 2-го класу
- Орден Білого Сокола 2-го класу
- Залізний хрест 2-го і 1-го класу
- Військовий Хрест Фрідріха-Августа (Ольденбург) 2-го і 1-го класу
- Орден «За військові заслуги» (Вюртемберг), лицарський хрест
- Орден Фрідріха (Вюртемберг), лицарський хрест 1-го класу з мечами
- Орден Корони (Пруссія) 4-го класу
- Ганзейський Хрест (Любек)
- Королівський орден дому Гогенцоллернів, лицарський хрест з мечами
- Орден Залізної Корони 3-го класу з військовою відзнакою (Австро-Угорщина)
- Хрест «За військові заслуги» (Австро-Угорщина) 3-го класу з військовою відзнакою
- Військова медаль (Османська імперія)
- Почесний хрест ветерана війни з мечами
- Орден Білого слона, лицарський хрест (Сіам)
- Орден Корони Італії
  - великий офіцерський хрест
  - великий хрест
- Орден Заслуг (Угорщина) 1-го класу
- Орден Святого Савви 1-го класу (Югославія)
- Почесний знак Німецького Червоного Хреста 1-го класу
- Кільце «Мертва голова»
- Почесна шпага рейхсфюрера СС
- Почесний знак «За вірну службу» 2-го ступеня (25 років)
- Хрест Воєнних заслуг 2-го і 1-го класу
- Орден Святого Олафа, великий хрест (Норвегія)